# Dmytro Iakovenko
Dmytro Iakovenko (en ukrainien : Дмитро Яковенко), né le 17 septembre 1992, est un athlète ukrainien, spécialiste du saut en hauteur.

## Carrière
Le 9 juin 2015, il franchit 2,30 m à Kirovohrad, record personnel, ce qui le qualifie pour les Championnats du monde à Pékin. Son précédent record était de 2,24 m réalisé à Berdytchiv le 28 juin 2014.

## Palmarès
| Date | Compétition           | Lieu           | Résultat | Marque |
| ---- | --------------------- | -------------- | -------- | ------ |
| 2016 | Championnats d'Europe | Amsterdam      | qual.    | 2,19 m |
| 2016 | Jeux olympiques       | Rio de Janeiro | qual.    | 2,26 m |

## Records
| Épreuve         | Épreuve      | Performance | Lieu       | Date            |
| --------------- | ------------ | ----------- | ---------- | --------------- |
| Saut en hauteur | En plein air | 2,30 m      | Kirovohrad | 9 juin 2015     |
| Saut en hauteur | En salle     | 2,25 m      | Kiev       | 11 juillet 2014 |